# Edwards-Kurve
Edwards-Kurven sind eine Familie von elliptischen Kurven, die in der Elliptische-Kurven-Kryptografie genutzt werden. Diese Familie von Kurven wurde im Jahr 2007 von Harold Edwards zum ersten Mal vorgestellt.

## Definition
Edwards-Kurven folgen der Gleichung
{\displaystyle x^{2}+y^{2}=1+dx^{2}y^{2}}

Edwards-Kurven mit Gleichung x^{2} + y^{2} = 1 − d ·x^{2}·y^{2} über den reellen Zahlen mit d = 300 (rot), d = √8 (gelb) und d = −0,9 (blau)

Hierbei beschreibt der Faktor {\displaystyle d} einen Krümmungsfaktor der Kurve. Edwards-Kurven kann man sich am besten als gekrümmten Einheitskreis vorstellen, wobei der Radius des Kreises bei 45°, 135°, 225° und 315° abhängig vom Faktor {\displaystyle d} verkleinert beziehungsweise vergrößert wird.

### Beispiel
Ein Beispiel für eine Edwards-Kurve ist die Kurve über dem Körper {\displaystyle \mathbb {F} _{13}} mit {\displaystyle d=5}.

## Anwendung in der Kryptografie
Für kryptografische Anwendungen werden Edwards-Kurven über einem endlichen Körper {\displaystyle K}, zum Beispiel {\displaystyle K=\mathbb {F} _{q}} mit {\displaystyle q} prim, definiert. Hierbei ist darauf zu achten, dass die Charakteristik von {\displaystyle K} ungleich 2 ist und dass {\displaystyle d\in \mathbb {F} _{q}\setminus \left\{0,1\right\}} gewählt wird, da sich die Gleichung andernfalls mit {\displaystyle d=0} zum Einheitskreis reduziert und mit {\displaystyle d=1} vier Geraden entstehen. Außerdem sollte {\displaystyle d} kein Quadrat in {\displaystyle \mathbb {F} _{q}} sein, da andernfalls Sonderfälle bei der Addition zweier Punkte auftreten könnten.

## Addition
Genau wie auf dem Einheitskreis ist das neutrale Element einer Edwards-Kurve der Punkt (0, 1).
Die Summe zweier Punkte {\displaystyle (x_{1},y_{1})} und {\displaystyle (x_{2},y_{2})} wird gegeben durch die folgende Formel:
{\displaystyle (x_{1},y_{1})+(x_{2},y_{2})=\left({\frac {x_{1}y_{2}+x_{2}y_{1}}{1+dx_{1}x_{2}y_{1}y_{2}}},{\frac {y_{1}y_{2}-x_{1}x_{2}}{1-dx_{1}x_{2}y_{1}y_{2}}}\right)}
Anhand dieser Formel wird auch deutlich, warum der Faktor {\displaystyle d} kein Quadrat in {\displaystyle \mathbb {F} _{q}} sein darf. Andernfalls könnte {\displaystyle 1+dx_{1}x_{2}y_{1}y_{2}=0} oder {\displaystyle 1-dx_{1}x_{2}y_{1}y_{2}=0} gelten, und es gäbe dementsprechend Sonderfälle von Punktpaaren, die auf eine andere Art und Weise addiert werden müssen.
Die Inverse eines Punktes {\displaystyle (x_{1},y_{1})} ist gegeben durch {\displaystyle (-x_{1},y_{1})}.

## Dopplung
Ein großer Vorteil von Edwards-Kurven gegenüber anderen Formen elliptischer Kurven ist, dass für die Verdopplung von Punkten die gleiche Berechnungsformel verwendet wird wie für die Addition zweier Punkte. Dies erleichtert die Implementation von Elliptischer-Kurven-Kryptografie und mindert gleichzeitig die Anfälligkeit für Seitenkanalattacken. Ein Punkt auf einer Edwards-Kurve kann also wie folgt verdoppelt werden:
{\displaystyle {\begin{aligned}2(x_{1},y_{1})&=(x_{1},y_{1})+(x_{1},y_{1})\\[6pt]&=\left({\frac {x_{1}y_{1}+x_{1}y_{1}}{1+dx_{1}x_{1}y_{1}y_{1}}},{\frac {y_{1}y_{1}-x_{1}x_{1}}{1-dx_{1}x_{1}y_{1}y_{1}}}\right)\\[6pt]&=\left({\frac {2x_{1}y_{1}}{1+dx_{1}^{2}y_{1}^{2}}},{\frac {y_{1}^{2}-x_{1}^{2}}{1-dx_{1}^{2}y_{1}^{2}}}\right)\end{aligned}}}
Diese Gleichung kann weiter vereinfacht werden, indem man den Krümmungsfaktor {\displaystyle d} ersetzt durch {\displaystyle d=(x_{1}^{2}y_{1}^{2}-1/x_{1}^{2}y_{1}^{2})}. Dies ist möglich, da der zu verdoppelnde Punkt {\displaystyle (x_{1},y_{1})} auf der Kurve liegt und demnach {\displaystyle x_{1}^{2}y_{1}^{2}=1+dx_{1}^{2}y_{1}^{2}} gilt. Die Dopplungsformel wird dann:
{\displaystyle {\begin{aligned}2(x_{1},y_{1})&=\left({\frac {2x_{1}y_{1}}{1+dx_{1}^{2}y_{1}^{2}}},{\frac {y_{1}^{2}-x_{1}^{2}}{1-dx_{1}^{2}y_{1}^{2}}}\right)\\[6pt]&=\left({\frac {2x_{1}y_{1}}{x_{1}^{2}+y_{1}^{2}}},{\frac {y_{1}^{2}-x_{1}^{2}}{2-x_{1}^{2}-y_{1}^{2}}}\right)\end{aligned}}}

## Beziehung zu anderen Repräsentationen

### Verdrehte Edwards-Kurven
Verdrehte Edwards-Kurven sind eine Erweiterung der Edwards-Kurven. Diese fügen einen zusätzlichen Faktor {\displaystyle a} zu der Gleichung hinzu und haben Gleichungen mit der Form {\displaystyle ax^{2}+y^{2}=1+dx^{2}y^{2}}. Jede Edwards-Kurve ist also gleichzeitig auch eine verdrehte Edwards-Kurve mit {\displaystyle a=1}.

### Montgomery-Kurven
Bernstein und Lange haben auch gezeigt, dass jede Edwards-Kurve auch als Montgomery-Kurve repräsentiert werden kann.
Eine verdrehte Edwards-Kurve kann mithilfe der folgenden Formel in eine äquivalente Montgormery-Kurve mit der Gleichung {\displaystyle By^{2}=x^{3}+Ax^{2}+x} transformiert werden:
{\displaystyle {\frac {4}{a-d}}y^{2}=x^{3}+{\frac {2(a+d)}{a-d}}x^{2}+x}

### Weierstraß-Kurve
Jede Kurve in Montgomery-Form kann auch in Weierstraß-Form, der generellsten Darstellungsform von elliptischen Kurven, dargestellt werden. Da jede Edwards-Kurve in eine verdrehte Edwards-Kurve transformiert werden kann und jede verdrehte Edwards-Kurve auch in eine Montgomery-Kurve transformiert werden kann, kann jede Edwards-Kurve auch in eine Weierstraß-Kurve transformiert werden. Die folgende Gleichung zeigt, wie die Montgomery-Form in die (kurze) Weierstraß-Form transformiert werden kann:
{\displaystyle y^{2}=x^{3}+\left({\frac {3-A^{2}}{3B^{2}}}\right)x+\left({\frac {2A^{3}-9A}{27B^{3}}}\right)}.